# Ginglymostoma unami
Ginglymostoma unami, también conocido como tiburón nodriza del Pacífico, es un tiburón nodriza de la familia Ginglymostomatidae. 
Se distribuye desde la costa sureste del Pacífico: desde Baja California y el Golfo de California llegando hasta Perú. Su longitud total máxima es de 2.8 metros de largo. 
Esta especie se diferencia de Ginglymostoma cirratum en que su cuerpo es más corto y robusto, el origen de la primera aleta dorsal se encuentra anterior al origen de las aletas pélvicas y la zona interdorsal es más corta (3.6-5.6% de su longitud total). Su coloración es uniforme de tono café-amarillento, los juveniles suelen portar patrones de pequeños puntos oscuros en el cuerpo. El extremo posterior de la segunda aleta dorsal y el inicio del lóbulo caudal, son más cortos que en G. cirratum; además, la nueva especie también se diferencia por la forma y número de quillas en los dentículos dérmicos y la morfología de los dientes.
Anteriormente se identificaba al tiburón nodriza del Pacífico Ginglymostoma unami como G.cirratum, especie que se pensaba exhibía una distribución dividida en la mitad norte del océano Atlántico. Sin embargo, ahora se considera que G. cirratum especie está restringida únicamente al océano Atlántico. 